# Musée du patrimoine traditionnel de Djerba
Le musée du patrimoine traditionnel de Djerba, appelé aussi musée Sidi Zitouni, est un musée ethnographique situé à Houmt Souk en Tunisie.

## Histoire
Le musée s'est à l'origine établi au sein de la zaouïa de Sidi Zitouni. Ce mausolée qui remonte au XIIe siècle est considérablement agrandi au XVIIIe siècle par la volonté du caïd-gouverneur de Djerba, Hmida Ben Ayed, afin d'honorer les sages Sidi Zitouni ou Abou-Baker Ezzitouni (théologien sunnite propagateur du rite malikite) et Sidi Ameur.
La salle funéraire remonte à cette époque tandis que l'autre salle, appelée kobbet el khyel (« coupole du fantôme » en raison d'une légende populaire), serait la plus ancienne du mausolée.
Le musée des arts et des traditions populaires de Djerba est inauguré dans les années 1970 et occupe l'espace du mausolée. À la suite de l'agrandissement et de la réhabilitation du musée décidés dans les années 2000, le nouveau musée est inauguré sous son nom actuel le 17 décembre 2008 et le mausolée n'est désormais qu'une partie d'un plus vaste ensemble.

## Collections
Le musée possède des objets de l'artisanat local ainsi que des maquettes pour relater différents aspects de la vie de Djerba.
Le parcours muséographique s'organise autour de plusieurs salles thématiques, à savoir l'agriculture, la pêche, la poterie, le tissage et l'orfèvrerie, tout en illustrant les rites et les traditions des habitants de l'île à travers notamment une salle consacrée au mariage.
Ce musée permet ainsi de découvrir les richesses folkloriques de l'île, ses traditions et son économie à travers des bijoux cloisonnés et incrustés de verre coloré, des lampes en poterie ajourées, des métiers à tisser, des coffres, des costumes traditionnels de divers groupes sociaux et ethniques, des exemplaires du Coran et des coffres à Coran, des ustensiles de cuisine, un atelier de potier, des poteries de diverses tailles, naturelles et émaillées, de grandes jarres,, des stucs ciselés ou encore d'anciens carreaux en céramique.

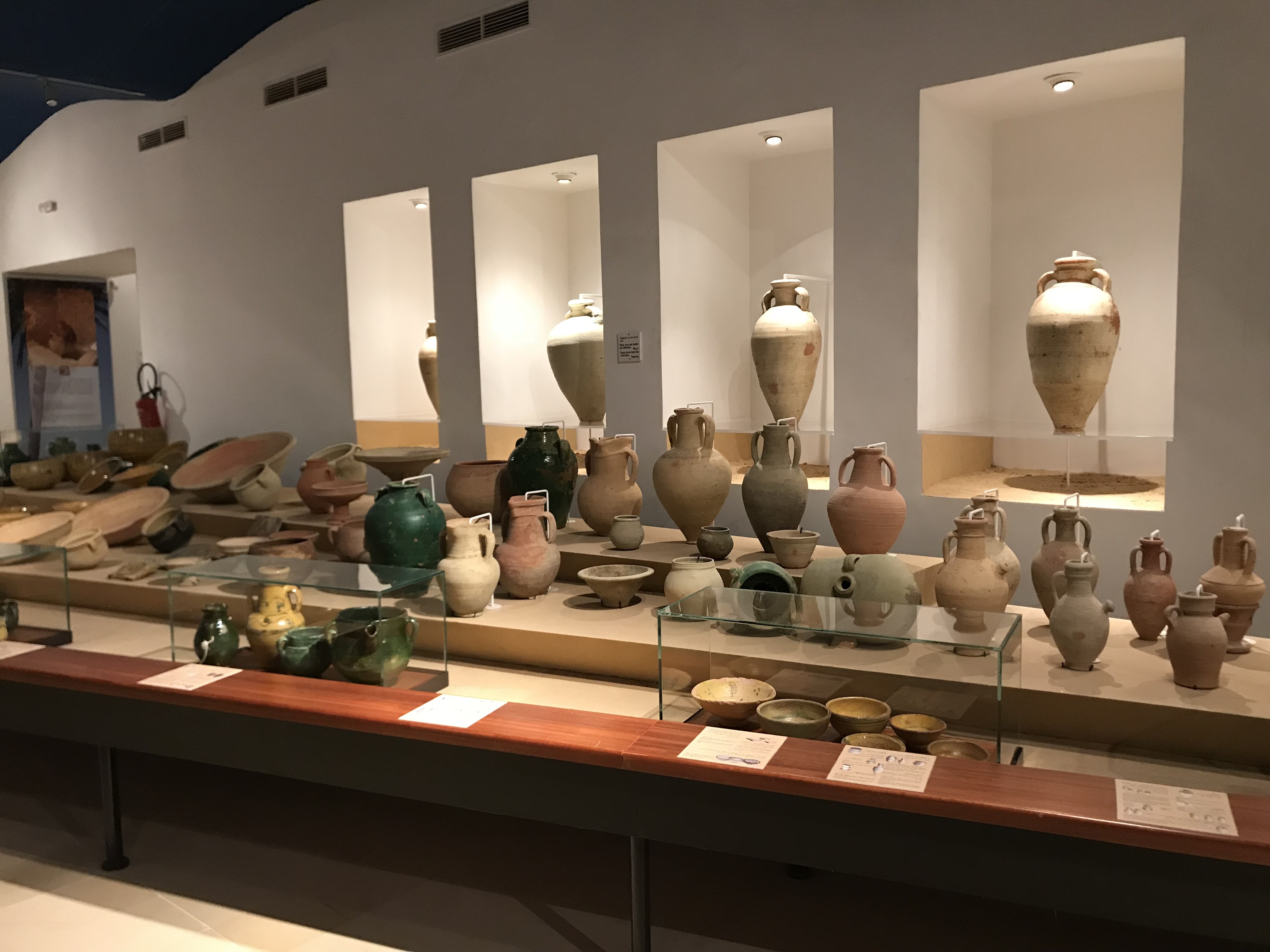
Présentation de diverses poteries.
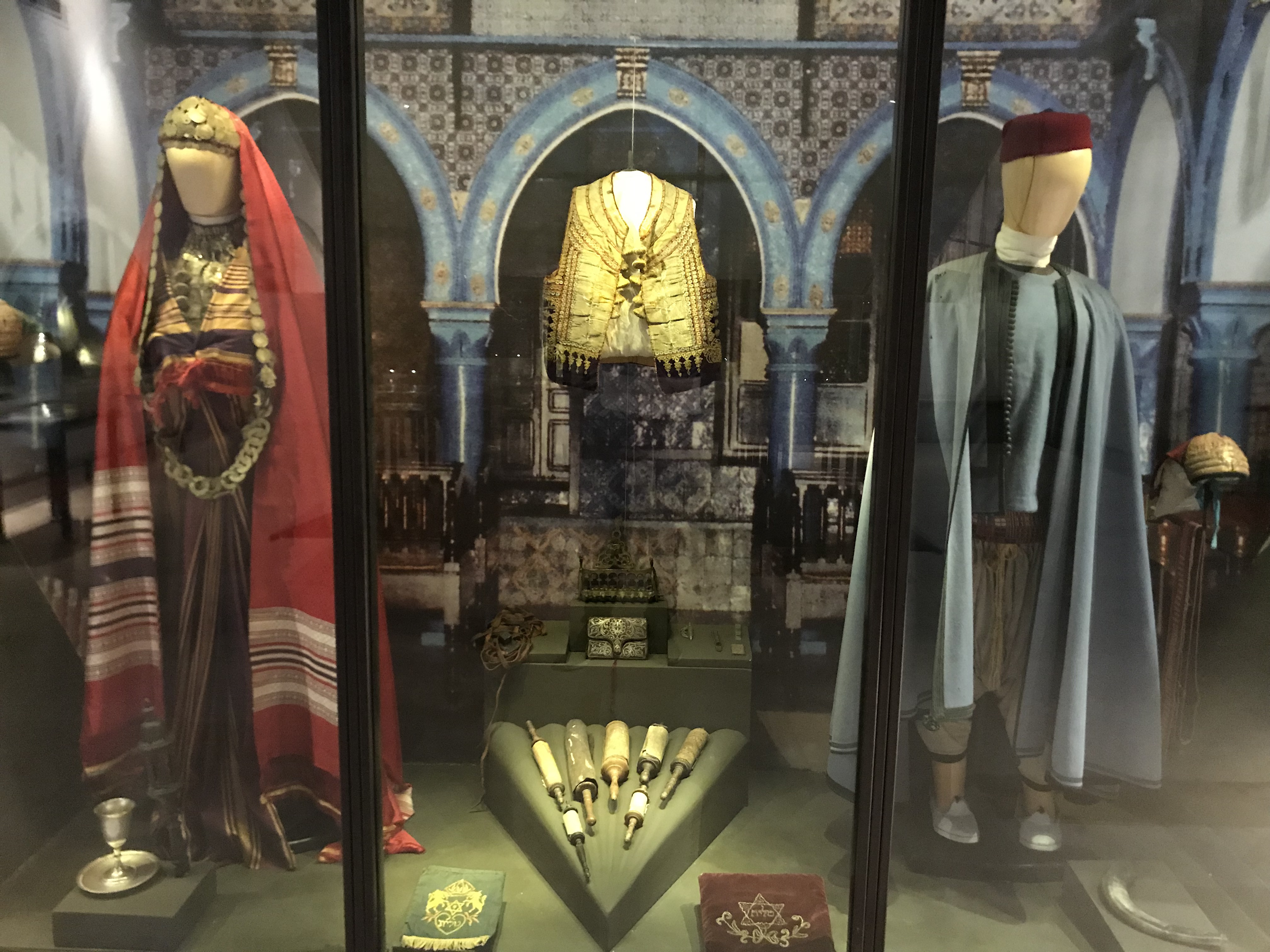
Costumes traditionnels juifs de mariage.
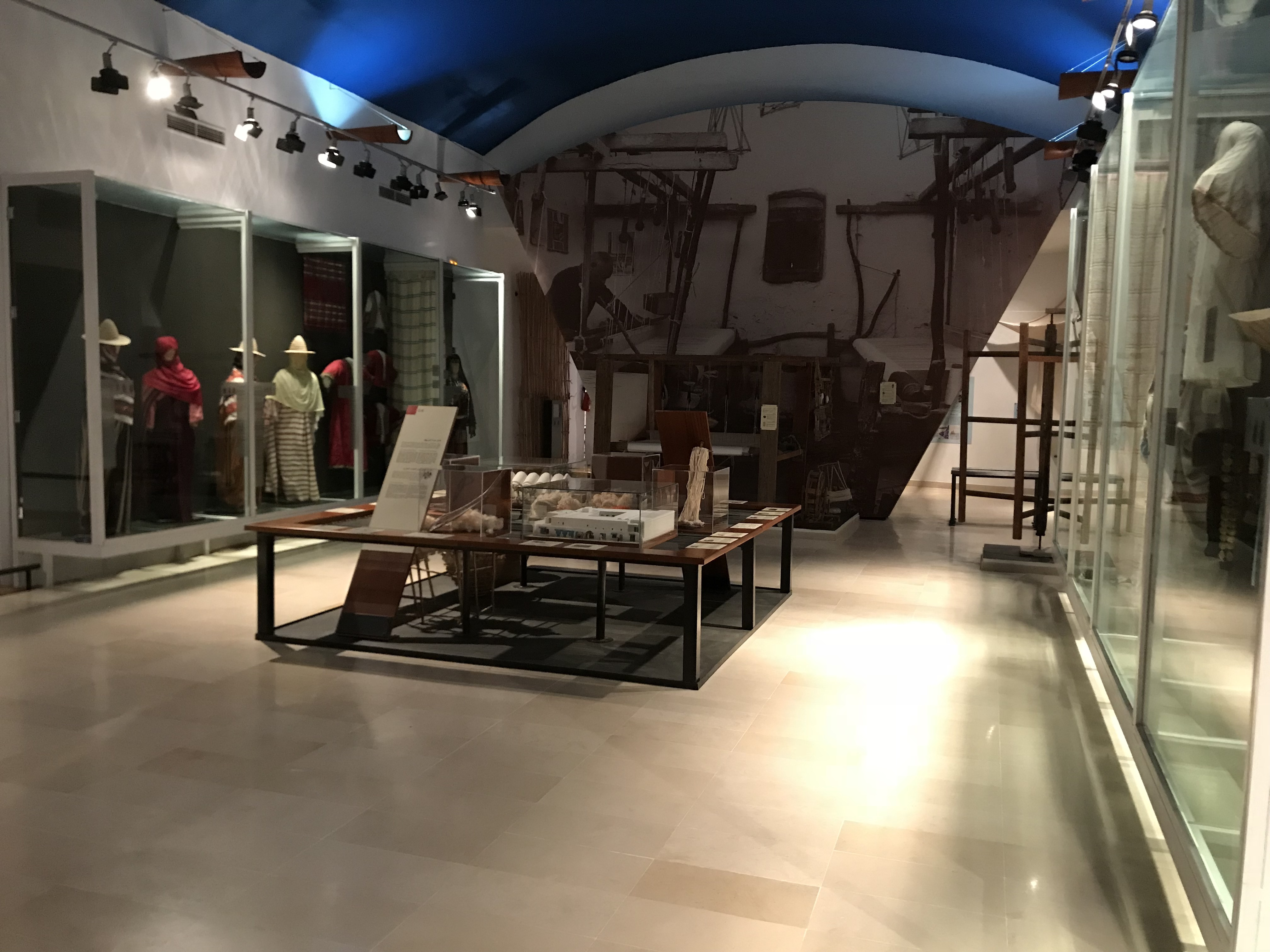
Salle du musée.